# ニッポンよ!セカイを倒せ! フジヤマ 〜日本のNo.1vs世界のNo.1〜
『ニッポンよ!セカイを倒せ! フジヤマ 〜日本のNo.1vs世界のNo.1〜』（ニッポンよ!セカイをたおせ! フジヤマ 〜にっぽんのナンバーワンブイエスせかいのナンバーワン〜）は、フジテレビ系列で2018年と2019年の1月1日（元日）に放送されたバラエティ番組及び特別番組。

## 概要
坂上忍がMCを務め、世界各国の海外のNo.1プレーヤーと日本のNo.1プレーヤーが、さまざまな競技で真剣勝負を繰り広げる年に一度のスーパーバトルバラエティ番組。
しかし、視聴率は2018年の第1回は3.8%を記録し、2019年の第2回はフジテレビの正月特番として歴代ワーストとなる2.2%と、いずれの年も同時間帯最下位の視聴率を記録した。
この影響もあり、2020年および2021年の元日は当番組と同じく坂上が司会を務める『坂上どうぶつ王国』の正月特番が放送された。

## 出演者
MC
- 坂上忍

## 放送データ
| 回数  | 放送日                 | 放送時間（JST） |
| ----- | ---------------------- | --------------- |
| 第1弾 | 2018年1月1日（月曜日） | 18:00 - 22:00   |
| 第2弾 | 2019年1月1日（火曜日） | 18:00 - 21:00   |

## スタッフ
- ナレーター：服部伴蔵門
- 構成：石原健次、杉山奈緒子、デーブ八坂、カツオ
- 美術プロデュース：平井秀樹
- デザイン：鈴木賢太
- アートコーディネーター(第2回)：椛田学、荻原美樹雄（2人共→第2回）
- 大道具：浅見大（第2回）
- 大道具操作(第2回)：藤沢和雄（第1回は大道具）
- アクリル装飾：鈴木竜
- 装飾(第2回)：門間誠（第1回は小道具）
- 電飾：伊藤伸朗（第2回）
- 生花装飾(第2回)：荒川直史（第2回）
- 植木装飾：後藤健
- アレンジ(第2回)：西村玲子（第1回は幕装飾）
- マルチ：野崎裕康
- メイク：山田かつら
- 技術プロデュース：長田崇
- TD・SW：斉藤伸介、松井光太郎、桶田昌利、小川利行、真野昇太、田熊克二、高瀬義美
- カメラ：三村純一、上田軌行、宮本亜里、村上信介（三村→第1回-、その他→第2回）
- 音声：山田公次郎、小清水健治、田口翔、北野尚史（山田→第1回-、その他→第2回）
- VE：大西幸二、武田和浩、久保貴博（共に第2回）
- 照明：小熊豊、小林敦洋、穴田健二、堀田耕二、安藤雄郎（穴田・堀田→第2回）
- CGディレクター：鈴木鉄平
- CGデザイン：デジデリック
- CG制作：ライスフィールド
- リサーチ：ジーワン、井上集（井上→第2回）
- ロケメイク(第2回)：丸田峰佳、岩川エリ（共に第2回）
- EED：伊藤聡彦（第2回）
- MA：片山拓朗（第2回）
- 編集進行：山﨑貴史（イエローデザイン）
- 音響効果：矢部公英、飯塚優也
- 技術協力：fmt、ニユーテレス、長野放送、サンフォニックス、田中電設、放映サービス、明光セレクト、サークル、ヌーベルアージュ、スタジオヴェルト、麻布プラザ、東京オフラインセンター、メディア・リース、株式会社メディアシティ、STUDIO38、Ray、ザ・チューブ、スカイジョブ、NAGANO SANKO（長野・放映・東京以降→第2回）
- 協力：公益財団法人 日本スケート連盟、BCF、アフロ、ゲッティ、第一興商（ゲッティ→第1回-、その他→第2回）
- TK：山口奈保美
- デスク(第2回)：中谷佳代子（第2回）
- 制作協力：SWITCH、D:COMPLEX、スクイズ（D:・スク→第1回-、SW→第2回）
- AD：近藤勇希、井筒健太、北島由依、對馬未沙子、古井絵里子、田中英梨子、松本美久、坂本清馬、佐久間明（近藤・田中→第1回-、その他→第2回）
- AP：勝又郁乃、尾台優美、森本有紀子、近藤梨紗、安孫子礼菜（勝又・尾台→第1回-、その他→第2回）
- FD：川名良和（フロアーズ）
- ディレクター：平岩憲和、佐藤秀樹、深代琢也、山本結城、黒澤寛、岸岡亮、伊原雄樹、蔡理皓（その他→第1回-、深代・黒澤→第2回）
- プロデューサー：山本布美江、五十嵐剛、原田廣一、神尾昌宏、木内美歩、下田亮太、玉井佑実、江口慧、林田枝利奈、島本亮、増谷秀行（五十嵐・玉井・増谷→第2回、江口・林田→第1回はAP）
- 演出：横山健一、大楽和也、安井章浩
- 総合演出：平野彰子
- チーフプロデューサー：小仲正重
- 制作：フジテレビ編成局制作センター第2制作室
- 製作著作：フジテレビ

### 過去のスタッフ
- 美術進行：内山高太郎（第1回）
- 電飾：大野太地（第1回）
- TD・SW：真崎晋哉、永野進（共に第1回）
- カメラ：前田正道、小林光行、涌田尚孝、小林重徳（共に第1回）
- 音声：斉藤由佳、加瀬悦史、元山拓巳、吉永哲也（共に第1回）
- VE：小幡成樹、井上陽介、原啓教（共に第1回）
- 照明：茂原匠、根本進（共に第1回）
- CGプロデュース：小林美穂（第1回）
- リサーチ：ワンバイワンプラス、高森雄幸（共に第1回）
- EED：下澤健一郎、石田健二（共に第1回）
- MA：杉山正、直江泰輔（共に第1回）
- 技術協力：キューカンバー、ミックビジョンエムスタ、富士巧芸社、FK Studio、アッパーアローズ（共に第1回）
- レファレンス：喜多あおい（第1回）
- 協力：横浜市消防局、GOLD'S GYM、NGO日本警察消防スポーツ連盟（共に第1回）
- データ放送：末永丈士、腰塚悠（共に第1回）
- 制作協力：THE WORKS（第1回）
- AD：近藤未来、山下達也、諸見里朝大（共に第1回）
- AP：今尾千里（第1回）
- FD：伊藤嘉彦、清水裕香（共に第1回）
- ディレクター：松延由子、乙坂友一、石野将、久佐賀浩之（共に第1回）
- プロデューサー：挟間英行、大川友也、和久津一成、川嶋典子、新本あじあ（共に第1回）